# アルトナールフィヨルズル
座標: 北緯65度45分 西経23度40分 / 北緯65.750度 西経23.667度

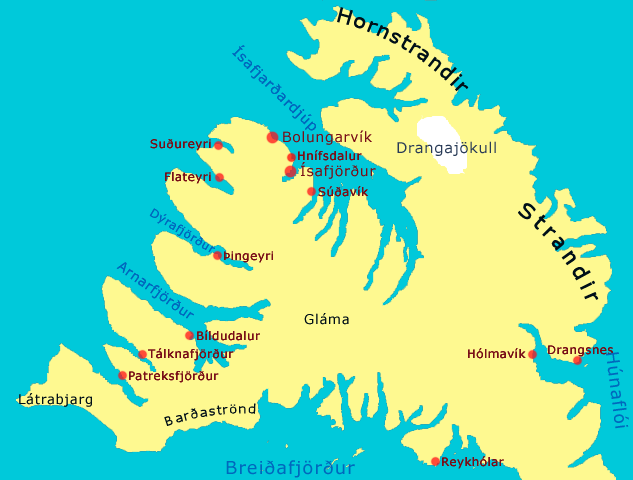
西部フィヨルドの地図。

アルトナールフィヨルズル（アイスランド語: Arnarfjörður, 「鷲の峡湾」の意）とは、アイスランドの西部フィヨルド地方にある大きなフィヨルドである。奥行きは約 30 km、幅は 5 km から 10 km。
峡湾内にはいくつかの小峡湾が存在する。
- Suðurfirðir - スーズルフィルジル
  - Fossfjörður - フォスフィヨルズル
  - Reykjarfjörður (Arnarfirði) - レイキャルフィヨルズル (アルトナールフィヨルズル)
  - Trostansfjörður - トロスタンスフィヨルズル
  - Geirþjófsfjörður - ゲイルショウフスフィヨルズル
- Borgarfjörður (Arnarfirði) - ボルガルフィヨルズル (西部フィヨルド)